# Parfois
A Parfois é uma marca de acessórios e moda fundada em 1994, especializada em malas, vestuário, bijuteria, calçado e acessórios femininos, com mais de 1.000 lojas em 70 países.

## Crescimento Global
A primeira loja Parfois abriu em 1994 na Rua de Santa Catarina, no Porto, criada por Manuela Medeiros. A fundadora, inspirada por viagens pela Europa, identificou uma oportunidade no mercado português ao criar uma das primeiras lojas exclusivamente dedicadas a acessórios de moda.
O processo de internacionalização da Parfois iniciou-se em 2002 com a abertura de lojas em Espanha e Arábia Saudita. Em 2005, a empresa expandiu-se para os Emirados Árabes Unidos e Kuwait, marcando o início do seu desenvolvimento nos mercados do Médio Oriente.
Entre 2010 e 2013, a Parfois expandiu-se para 32 novos mercados. Em 2016, a marca alcançou 700 lojas em mais de 50 países. Um momento relevante na história da empresa foi a abertura da 1.000ª loja em 2019, localizada na Rue de Rivoli em Paris, próxima ao Museu do Louvre.
A expansão digital tem sido igualmente significativa, com a loja online parfois.com a operar diretamente em mais de 20 mercados. Desde 2010, a empresa tem mantido um crescimento médio anual de aproximadamente 26%.

## Modelo de Negócio
A Parfois opera sob um modelo caracterizado por design próprio, renovação frequente de produtos e lançamentos semanais em toda a sua rede de lojas. A empresa mantém uma equipa de designers responsáveis por criar aproximadamente 3.500 referências por estação.
No início a marca vendia exclusivamente acessórios mas expandiu progressivamente a sua oferta para se tornar uma marca de "full look". O catálogo atual inclui malas e carteiras em diversos estilos. A bijuteria abrange colares, brincos, pulseiras e anéis, com designs que seguem as tendências internacionais de moda.
O calçado inclui sapatos, sandálias, botas e ténis, enquanto a categoria de acessórios engloba lenços, chapéus, cintos e óculos de sol. Nos últimos anos, a marca adicionou vestuário ao seu portfólio, completando assim a sua oferta de moda feminina.

## Conceito de Loja e Design
As lojas Parfois seguem um conceito de design minimalista focado em destacar os produtos através de iluminação estratégica e arquitetura contemporânea. Os espaços comerciais utilizam materiais sustentáveis e duráveis, representando o compromisso da marca com a sustentabilidade. O layout das lojas é pensado para facilitar a experiência de compra e permitir que os produtos sejam o elemento central do espaço.

## Responsabilidade Social
A Parfois desenvolve várias iniciativas de responsabilidade social, incluindo ações de vendas cujas receitas revertem para instituições de combate ao cancro da mama. A marca posiciona-se fortemente como uma "marca de mulher para mulheres", desenvolvendo campanhas e narrativas centradas em figuras femininas inspiradoras.
A empresa mantém uma força de trabalho com aproximadamente 80% de mulheres, refletindo o seu compromisso com a diversidade e inclusão. As iniciativas da marca abordam temas de empoderamento feminino, promovendo o apoio mútuo entre mulheres.

## Reconhecimentos
Em 2023, a Parfois foi reconhecida como a marca de moda portuguesa mais valiosa, demonstrando o seu impacto significativo no setor de moda e retalho em Portugal. Este reconhecimento reflete o crescimento sustentado da empresa e a sua capacidade de competir no mercado internacional de acessórios de moda.

## Galeria

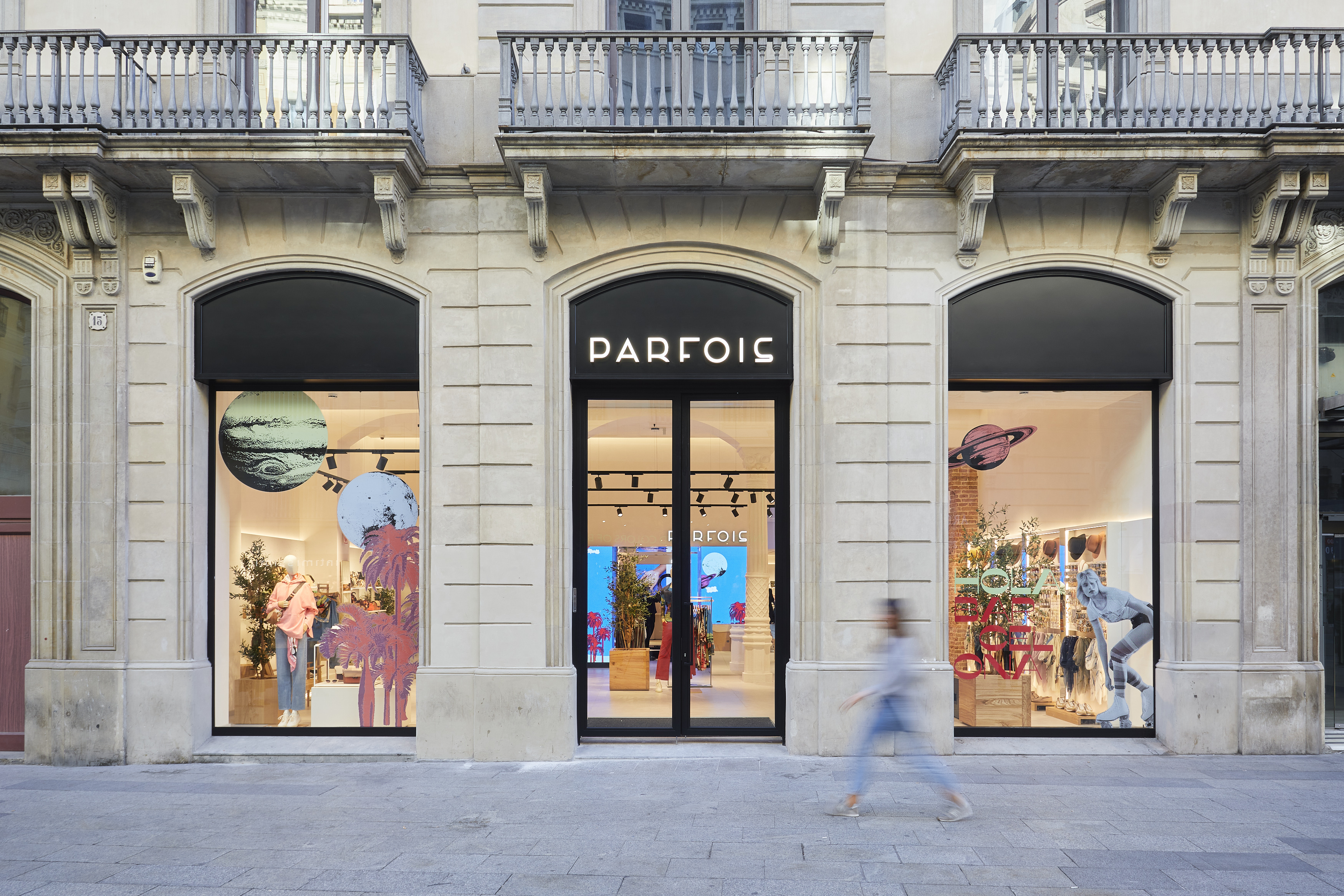
Loja Parfois na rua Portal del Angel, Barcelona, Espanha
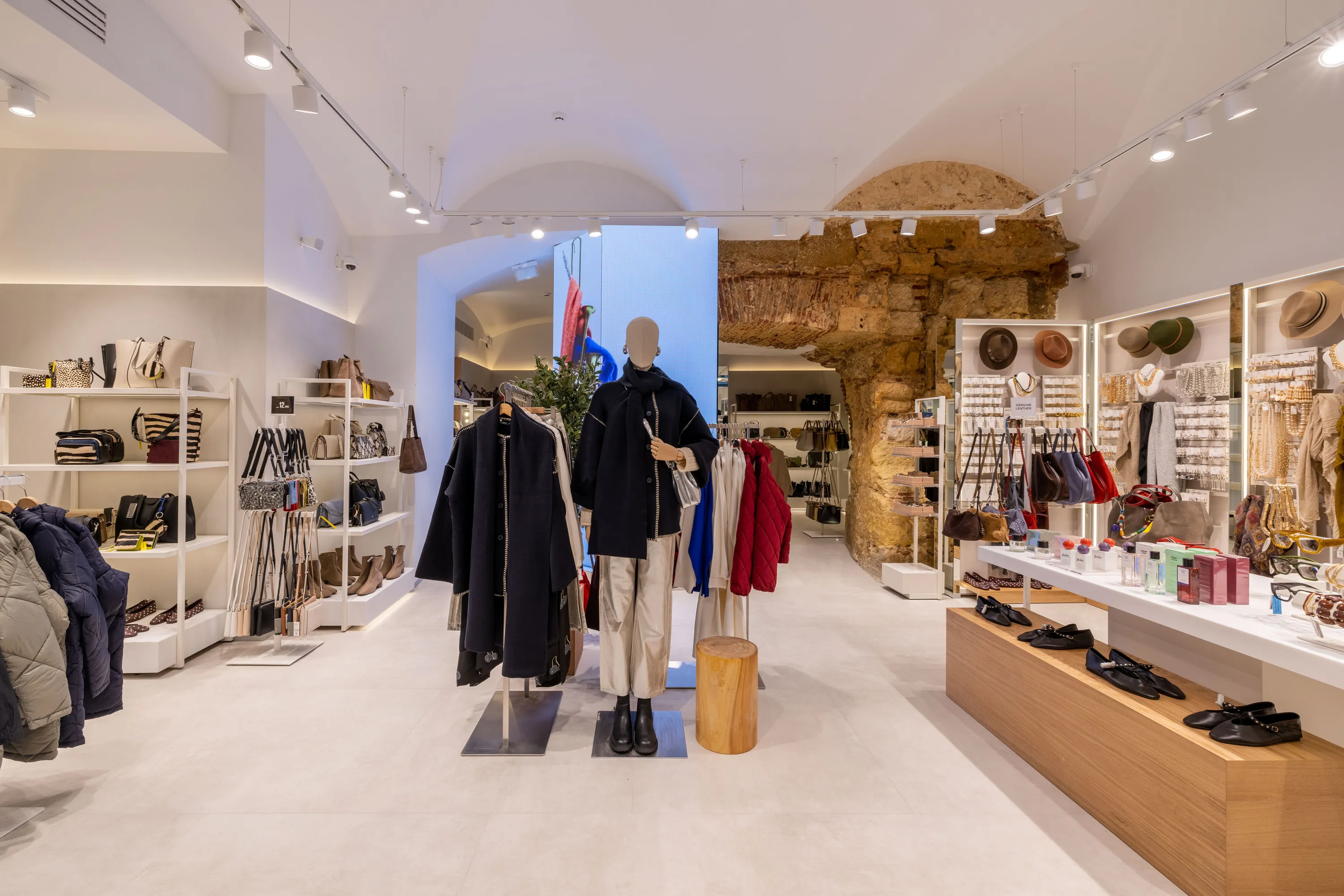
Interior da Loja Parfois no Rossio, Lisboa
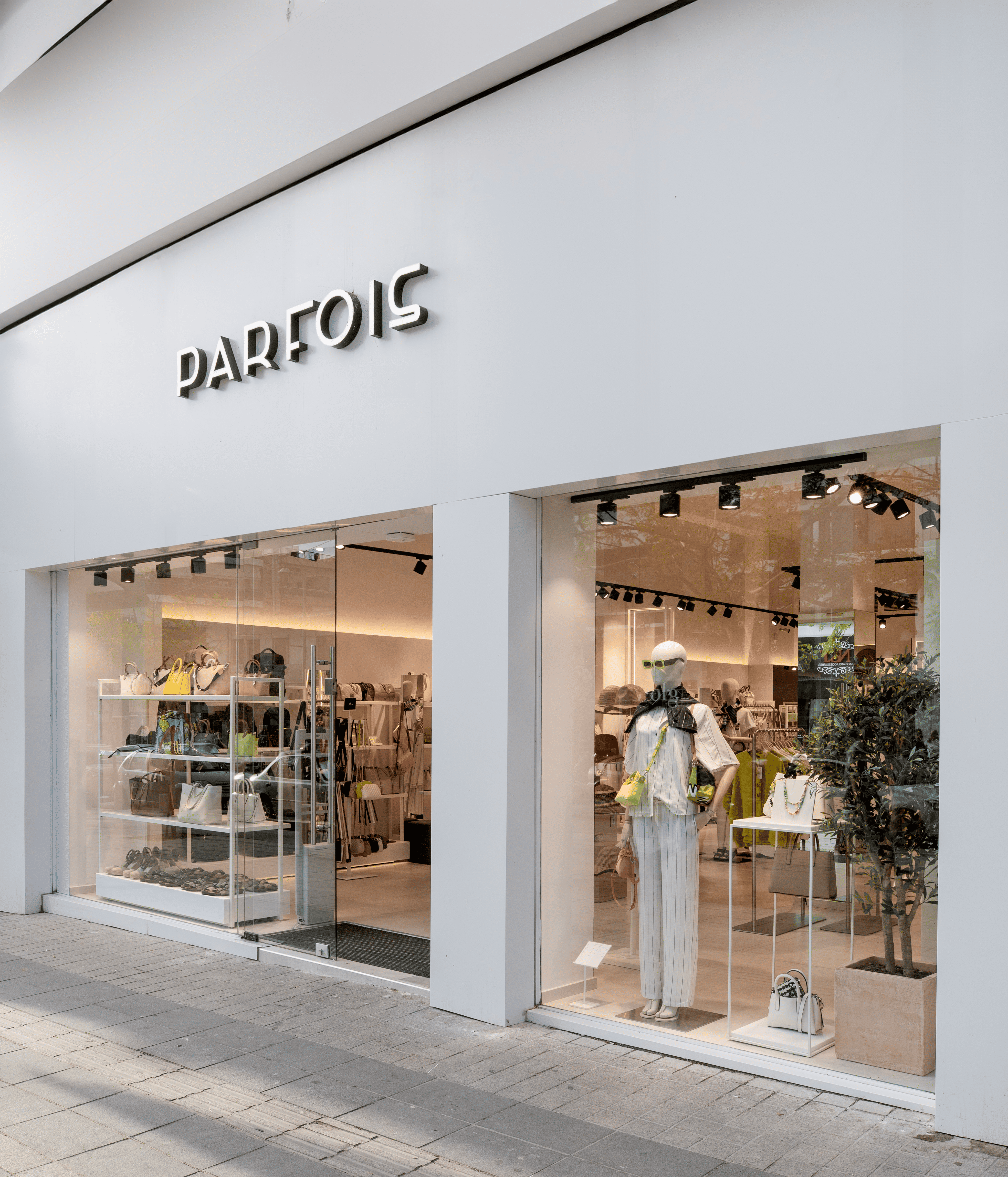
Loja Parfois em Atenas, Grécia
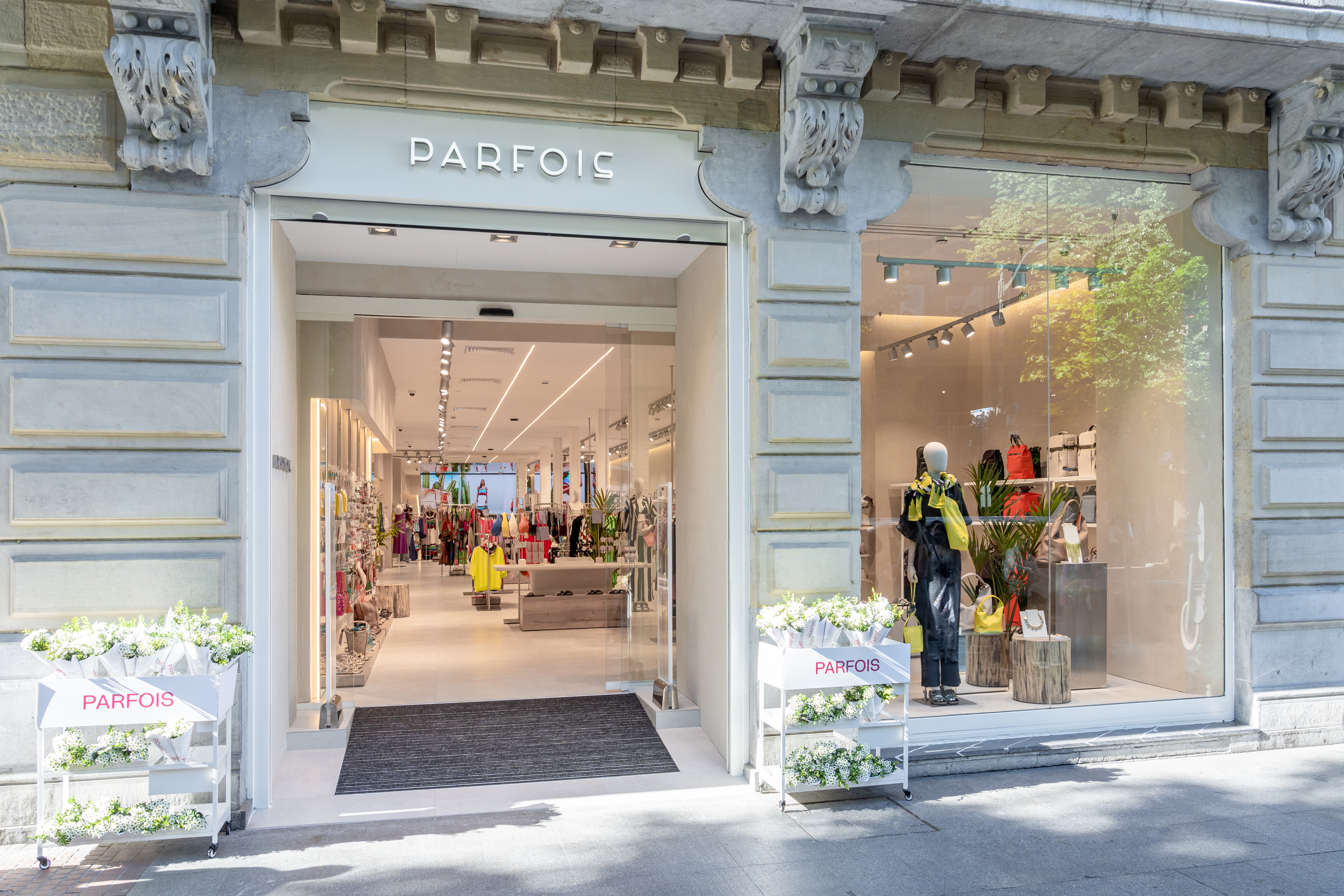
Loja Parfois na Gran Via de Bilbao, Espanha